# Leo Franco
Leonardo Neoren Franco (San Nicolás de los Arroyos, Argentina, 20. svibnja 1977.) bivši je argentinski nogometni vratar i bivši nacionalni reprezentativac.

## Karijera

### Klupska karijera
Franco je svoju vratarsku karijeru započeo u Independienteu dok je s 20 godina otišao u Španjolsku gdje je potpisao za Méridu. Nakon jedne sezone u klubu, pridružio se RCD Mallorci gdje je najprije godinu dana branio u B momčadi.
Uskoro se Leo Franco uspio izboriti za mjesto u sastavu, odnosno za poziciju prvog vratara u klubu, zamjenjujući sunarodnjaka Carlosa Rou. U sezoni 2000./01. skupio je 27 prvenstvenih nastupa dok je RCD Mallorca završila kao treća u Primeri, što je najbolji plasman kluba u povijesti. Dvije godine nakon toga, Franco je bio važna karika momčadi koja je osvojila Copa del Rey.
2004. Leo Franco potpisuje za Atlético Madrid te je od početka bio prvi vratar kluba. Do završetka sezone 2007./08., Franco je obranio sedam jedanaesterca, uključujući po dva protiv FC Seville i Betisa. Tijekom karijere u madridskom klubu, konkurencija na vratarskom mjestu su mu bili Christian Abbiati (na posudbi iz AC Milana) i Grégory Coupet (Lyonov veteran).
1. srpnja 2009. Franco je napustio Atlético Madrid nakon što mu klub nije produžio ugovor te je potpisao za turski Galatasaray.
Nakon jedne sezone u Istanbulu, Leo se vraća u Španjolsku gdje s Real Zaragozom potpisuje dvogodišnji ugovor. Za novi klub je debitirao 29. kolovoza 2010. u utakmici protiv Deportivo La Coruñe koja je završila bez pogodaka.

### Reprezentativna karijera
Leo Franco je 1997. s argentinskom U20 reprezentacijom osvojio Svjetsko juniorsko prvenstvo u Maleziji. Mladu reprezentaciju je tada vodio José Pékerman koji je kasnije postao argentinski izbornik te je uveo Franca na popis reprezentativaca za Kup konfederacija 2005. i Svjetsko prvenstvo 2006.
30. svibnja 2006. na utakmici četvrtfinala Svjetskog prvenstva između Argentine i domaćina Njemačke, ozlijedio se argentinski vratar Roberto Abbondanzieri te ga je zamijenio Leonardo Franco. Njemačka je pobijedila boljim izvođenjem jedanaesteraca dok Franco nije uspio obraniti niti jedan penal.

## Osvojeni trofeji

### Klupski trofeji
| Španjolska   | Španjolska   | Španjolska |
| Klub         | Trofej       | Godina     |
| ------------ | ------------ | ---------- |
| RCD Mallorca | Copa del Rey | 2003.      |

### Reprezentativni trofeji
| Turnir                           | Trofej    | Godina    |
| Argentina                        | Argentina | Argentina |
| -------------------------------- | --------- | --------- |
| Svjetsko juniorsko U20 prvenstvo | Zlato     | 1997.     |
| Kup konfederacija                | Srebro    | 2005.     |

## Vanjske poveznice
- Profil igrača na BDFutbol.com
- Profil igrača na Futbolme.com
- Profil igrača na National Football Teams
- Profil igrača na Transfermarkt.co.uk
- Guardian.touch-line.com  Arhivirana inačica izvorne stranice od 31. kolovoza 2012. (Wayback Machine)